# Notre-Dame-du-Pé

Notre-Dame-du-Pé este o comună în departamentul Sarthe, Franța. În 2009 avea o populație de 571 de locuitori.